# Innovationsföretagen
Innovationsföretagen, (tidigare Svenska Teknik&Designföretagen) representerar företag inom den kunskapsintensiva och innovationsdrivna tjänstesektorn. Innovationsföretagen är bransch- och arbetsgivarorganisation för Sveriges arkitekt-, techkonsult-, teknikkonsult-, och industrikonsultföretag. Organisationen som ingår i Almega har omkring 850 medlemsföretag, som tillsammans har ungefär 45 000 anställda.
Innovationsföretagens uppdrag är att skapa förutsättningar för en världsledande arkitekt- och ingenjörssektor.

## Verksamhet
Innovationsföretagen publicerar årligen ett antal rapporter med fokus på innovation, hållbarhet och marknadsutveckling. Två gånger per år publiceras konjunkturrapporten Investeringssignalen. Den redovisar aktuell information om orderläge, lönsamhet samt rekryteringsbehov. Utöver den publiceras även en sammanställning över den svenska arkitekt- teknikkonsult-, industrikonsult- och techkonsultbranschen. Den innehåller nyckeltal, rankinglistor samt information om utvecklingen i sektorn. 
Inom Innovationsföretagen finns ett antal olika råd och arbetsgrupper med syfte att stärka den innovationsdrivna tjänstesektorns röst i angelägna frågor. Målsättningen är att samla kraften från både arkitekt-, teknikkonsult-, techkonsult-, och industrikonsultföretag i gemensamma utmaningar.
Dessa råd är: 
- Anläggningsgruppen
- Arkitektföretagens nätverk
- Arkitektföretagens Råd
- Beredskapsrådet
- HR-rådet
- Hållbarhetsrådet
- Industrikonsultrådet
- Innovation för klimatet
- Juristnätverket
- Kommunikationsnätverket
- Offentlig upphandling - arbetsgrupp
- Techrådet
- Teknikkonsultnätverket
- Young Professionals Väst

## Historik
Organisationen räknar sin historia tillbaka till grundandet av Svenska Konsulterande Ingenjörers Förening (SKIF) år 1910. Man firade således 100-årsjubileum år 2010.
År 1965 bildades Sveriges Praktiserande Arkitekter (SPA). SKIF kallades senare Konsultföreningen SKIF. År 1994 gick SPA och Konsultföreningen SKIF ihop och bildade Arkitekt- och Ingenjörsföretagen, senare kallat AI-företagen.
År 2000 slogs AI-företagen ihop med Arkitekt- och Konsultföretagens Arbetsgivarorganisation (AKA) under namnet STD Svensk Teknik och Design. Den sammanslagna organisationen blev en del av Almega. Namnet ändrades till Svenska Teknik&Designföretagen den 1 mars 2010 och sedan till Innovationsföretagen 16 januari 2019. 

## Ledning
Vd och förbundsdirektör för Innovationsföretagen har varit:
- Lise Langseth, 2001–2006
- Lena Wästfelt, 2007–2014[6]
- Magnus Höij, 2014–2022
- Elin Lydahl, 2022[7]–2024
- Anders Lenhoff 2024-

## Fotnoter
1. 1 2  Årsrapport 2010, Svenska Teknik&Designföretagen
2. ↑  Svenska Teknik&Designföretagen firar sitt 100 års jubileum i Kalmar den 10 november, Svenska Teknik&Designföretagen, 8 november 2010
3. ↑  "ALMEGA BILDAR SVENSK TEKNIK & DESIGN", Tidningarnas Telegrambyrå, 15 november 2000
4. ↑  Ny bransch- och arbetsgivarorganisation bildas, Almega, 15 november 2000
5. ↑  STD Svensk Teknik och Design byter namn och logotype fr o m 1 mars, STD Svensk Teknik och Design, 4 mars 2010
6. ↑  STD-företagen får ny vd, VVS-Forum, 21 maj 2014
7. ↑  Ny topp för Innovationsföretagen, Arkitekten, 26 augusti 2022